# Laboratorios Richards
Los Laboratorios de Biotecnología Richards (en inglés: Richards Medical Research Building) están ubicados en la Universidad de Pensilvania, Estados Unidos. Son usados principalmente por estudiantes de las facultades de esta universidad relacionadas con la biología y tecnología. Se inauguraron en 1965 y fueron diseñados por el arquitecto estonio Louis Kahn.

## Datos arquitectónicos

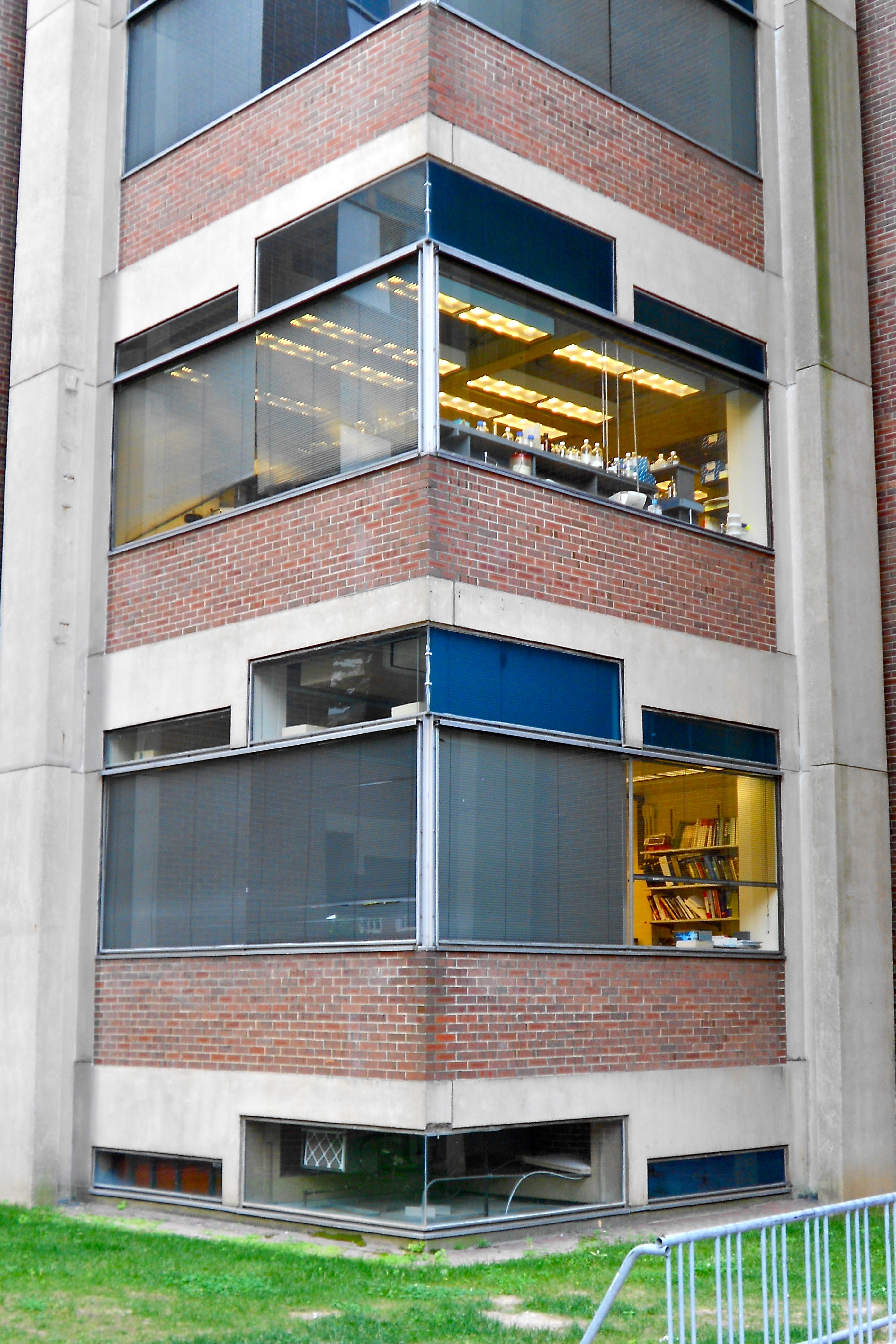
Ventanas esquineras.

Los Laboratorios de Biotecnología Richards están situados en la Universidad de Filadelfia (EE. UU.) y se construyeron entre 1957 y 1965. En este inmueble, las zonas de escaleras, ascensores, baños y depósitos de animales (que son bastante grandes) son los espacios sirvientes, mientras que los servidos son únicamente los laboratorios. El edificio tiene una serie de torres altas y macizas que rodean a las salas de laboratorios. El espacio de éstos es flexible y abierto, y no tienen ninguna estructura vertical (pilar) en zonas intermedias. Los aparatos que hay en los laboratorios requieren numerosas y grandes instalaciones, estando ubicadas todas ellas en algunas de las torres perimetrales que antes indicábamos. 
En otras de estas torres hay escaleras de emergencia. No tienen ventanas, es decir, son ciegas y están distribuidas perimetralmente alrededor de las salas de laboratorios, lo cual es algo innovador. Louis Kahn no le gustan los tubos, cables y otras “marañas” necesarios para el buen funcionamiento de las instalaciones, por lo que opta ponerlos en un lugar exterior (las torres perimetrales). Según él, da la sensación de que esas marañas tienden a crecer y destruir el edificio. A las torres les llama “las narices”, ya que también funcionan como respiraderos, sobresalen del edificio en altura y sus remates superiores son diferentes entre sí. 
Para conseguir que los espacios de los laboratorios fueran abiertos y flexibles, Kahn usó una estructura compuesta por unas enormes vigas cruzadas ortogonalmente y apoyadas sobre unos pilares situados en las intersecciones de las torres perimetrales y las fachadas de los laboratorios. Los pilares son exteriores ya que se pretende diferenciar los usos diferenciados entre los laboratorios y las torres. En cuanto a las vigas, éstas estaban compuestas por unas piezas prefabricadas que se unían en la obra creando un entramado ortogonal. De esta manera, no había viguetas con menos importancia que vigas principales. 
Komendant, un ingeniero de estructuras, es el que recomienda a Kahn el uso de este sistema, inventado por él mismo, con el cual se ahorra un 30% de presupuesto respecto a una estructura porticada más corriente. Las vigas están pre y postensadas, las hay perimetrales y otras con diferentes rangos. Estas tienen partes huecas, por lo que se puede hacer pasar cableados y tuberías. El montaje de estas piezas de viga prefabricadas no requirió el uso de grandes grúas, ya que en el solar no cabían. Desde la construcción de estos laboratorios, los posteriores se diseñaron teniendo en cuenta la importancia del espacio de instalaciones, sobre todo con la llegada de los ordenadores, muy útiles en los laboratorios aunque ocupaban volúmenes enormes.